# チャンタブリー県

チャンタブリー県
จังหวัดจันทบุรี

- この項目は英語版を元に作成されています。

チャンタブリー県（チャンタブリーけん、タイ語: จังหวัดจันทบุรี）はタイ王国・東部の県（チャンワット）の一つ。トラート県、ラヨーン県、チョンブリー県、チャチューンサオ県、サケーオ県と接する。

## 歴史
県は1893年のパークナム事件（シャム危機）の後、フランス軍が占拠したことで有名である。後の1905年（タイ仏暦2448年）タイ領カンボジアの割譲と引き替えに県はタイに返還された。
また県内にはベトナム人が非常に多く住む。これは、コーチシナのカトリック禁制によって19世紀初頭に県に逃れてきたグループと、1920年代や1940年代に仏領インドシナから逃れてきたグループ、さらにベトナム戦争前後に逃れてきたグループがある。

## 地理

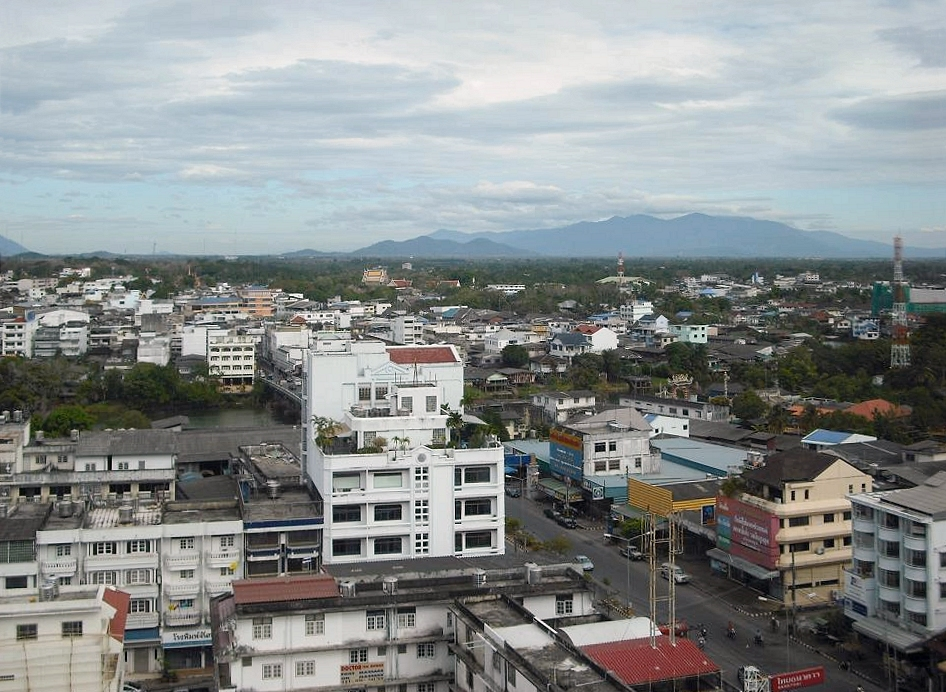
チャンタブリー市中心部

県南部のタイランド湾に面した地域には沖積土が広がる。一方の内陸部では山地になっており、一番高いところで1,556メートルとなっている。
なお県は隣接県のトラートと併せて、宝石の産出地となっており、ルビー、サファイアが採れる。チャンタブリー市内はタイ最大の宝石取引市場となっており、諸外国からの訪問客も多い他、近年は大規模なショッピングセンターや大型ホテルなども建設されている。
またトロピカル・フルーツの産地として国内では知られており、ドリアン、マンゴスチン、ランプータンなどの果物が県の主要産物となっている。

### 気候
ケッペンの気候区分によると、熱帯モンスーン気候に区分される。11月～4月前半は乾季であり、12月～1月は特に降雨が少なく、乾燥した晴れが多い季節である。2月～4月は暑季であるが、海洋性の気候であり著しい高温となることはない。雨季は4月後半～10月であり、雨季の間は一貫して降水量が多く、特に6～9月はほとんど晴天がみられず、非常に雨が多い。タイ国内でも降水量が多い都市の一つである。
| チャンタブリー (1981–2010)の気候                                                                | チャンタブリー (1981–2010)の気候 | チャンタブリー (1981–2010)の気候 | チャンタブリー (1981–2010)の気候 | チャンタブリー (1981–2010)の気候 | チャンタブリー (1981–2010)の気候 | チャンタブリー (1981–2010)の気候 | チャンタブリー (1981–2010)の気候 | チャンタブリー (1981–2010)の気候 | チャンタブリー (1981–2010)の気候 | チャンタブリー (1981–2010)の気候 | チャンタブリー (1981–2010)の気候 | チャンタブリー (1981–2010)の気候 | チャンタブリー (1981–2010)の気候 |
| 月                                                                                              | 1月                              | 2月                              | 3月                              | 4月                              | 5月                              | 6月                              | 7月                              | 8月                              | 9月                              | 10月                             | 11月                             | 12月                             | 年                               |
| ----------------------------------------------------------------------------------------------- | -------------------------------- | -------------------------------- | -------------------------------- | -------------------------------- | -------------------------------- | -------------------------------- | -------------------------------- | -------------------------------- | -------------------------------- | -------------------------------- | -------------------------------- | -------------------------------- | -------------------------------- |
| 最高気温記録 °C （°F）                                                                          | 36.6 (97.9)                      | 36.3 (97.3)                      | 36.5 (97.7)                      | 36.5 (97.7)                      | 36.7 (98.1)                      | 35.0 (95)                        | 36.0 (96.8)                      | 35.7 (96.3)                      | 35.5 (95.9)                      | 35.6 (96.1)                      | 36.3 (97.3)                      | 35.5 (95.9)                      | 36.7 (98.1)                      |
| 平均最高気温 °C （°F）                                                                          | 32.6 (90.7)                      | 32.7 (90.9)                      | 33.1 (91.6)                      | 33.9 (93)                        | 32.8 (91)                        | 31.8 (89.2)                      | 31.3 (88.3)                      | 31.2 (88.2)                      | 31.4 (88.5)                      | 32.0 (89.6)                      | 32.1 (89.8)                      | 31.8 (89.2)                      | 32.2 (90)                        |
| 日平均気温 °C （°F）                                                                            | 26.4 (79.5)                      | 27.3 (81.1)                      | 28.1 (82.6)                      | 28.7 (83.7)                      | 28.3 (82.9)                      | 27.9 (82.2)                      | 27.6 (81.7)                      | 27.5 (81.5)                      | 27.2 (81)                        | 27.0 (80.6)                      | 26.9 (80.4)                      | 26.0 (78.8)                      | 27.4 (81.3)                      |
| 平均最低気温 °C （°F）                                                                          | 21.5 (70.7)                      | 23.0 (73.4)                      | 24.0 (75.2)                      | 24.8 (76.6)                      | 25.1 (77.2)                      | 25.1 (77.2)                      | 24.8 (76.6)                      | 24.9 (76.8)                      | 24.4 (75.9)                      | 23.9 (75)                        | 23.1 (73.6)                      | 21.4 (70.5)                      | 23.8 (74.8)                      |
| 最低気温記録 °C （°F）                                                                          | 15.0 (59)                        | 16.5 (61.7)                      | 14.5 (58.1)                      | 21.4 (70.5)                      | 22.1 (71.8)                      | 21.9 (71.4)                      | 21.4 (70.5)                      | 21.4 (70.5)                      | 21.2 (70.2)                      | 18.7 (65.7)                      | 16.5 (61.7)                      | 13.1 (55.6)                      | 13.1 (55.6)                      |
| 雨量 mm （inch）                                                                                | 18.7 (0.736)                     | 36.4 (1.433)                     | 71.9 (2.831)                     | 125.2 (4.929)                    | 392.5 (15.453)                   | 512.6 (20.181)                   | 483.2 (19.024)                   | 497.2 (19.575)                   | 497.6 (19.591)                   | 297.6 (11.717)                   | 54.5 (2.146)                     | 6.8 (0.268)                      | 2,994.2 (117.882)                |
| 平均降雨日数                                                                                    | 1.9                              | 3.6                              | 6.7                              | 10.8                             | 22.0                             | 24.4                             | 24.1                             | 25.1                             | 24.8                             | 18.4                             | 5.9                              | 1.3                              | 169.0                            |
| % 湿度                                                                                          | 69                               | 74                               | 77                               | 78                               | 83                               | 84                               | 84                               | 85                               | 86                               | 82                               | 72                               | 66                               | 78                               |
| 平均月間日照時間                                                                                | 229.4                            | 180.8                            | 201.5                            | 204.0                            | 117.8                            | 57.0                             | 58.9                             | 58.9                             | 54.0                             | 145.7                            | 189.0                            | 226.3                            | 1,723.3                          |
| 平均日照時間                                                                                    | 7.4                              | 6.4                              | 6.5                              | 6.8                              | 3.8                              | 1.9                              | 1.9                              | 1.9                              | 1.8                              | 4.7                              | 6.3                              | 7.3                              | 4.7                              |
| 出典1：Thai Meteorological Department                                                           |                                  |                                  |                                  |                                  |                                  |                                  |                                  |                                  |                                  |                                  |                                  |                                  |                                  |
| 出典2：Office of Water Management and Hydrology, Royal Irrigation Department (sun and humidity) |                                  |                                  |                                  |                                  |                                  |                                  |                                  |                                  |                                  |                                  |                                  |                                  |                                  |

## 県章

県章

県章はオーラに囲まれた月がデザインされている。さらに、月の海がウサギのように見えると言うことから、タイの伝説では月にウサギが住んでいるとされ、県章の月の中にはウサギがデザインされている。
県木は県名にちなんでチャンの木（Diospyros decandra）、県花はランである。

## 隣接する県
- ラヨーン県
- チョンブリー県
- チャチューンサオ県
- サケーオ県
- バタンバン州
- パイリン州
- トラート県

## 行政区
チャンタブリー県は10の郡（アンプー）に分かれ、その下位に76の町（タンボン）と、731の村（ムーバーン）がある。
1. ムアンチャンタブリー郡
2. クルン郡（タイ語版）
3. ターマイ郡（タイ語版）
4. ポーンナムローン郡（タイ語版）
5. マカーム郡（タイ語版）

1. レームシン郡（タイ語版）
2. ソーイダーオ郡（タイ語版）
3. ケーンハーンメーオ郡（タイ語版）
4. ナーヤーイアーム郡（タイ語版）
5. カオキッチャクート郡（タイ語版）